# Игроки (телесериал)
«Игроки» или «Футболисты» (англ. Ballers) — американский телесериал, созданный Стивеном Левинсоном с Дуэйном Джонсоном в главной роли. Премьера состоялась 21 июня 2015 года, на американской кабельной сети HBO. Сценарий к пилотному эпизоду был написан Стивом Левинсоном, а режиссёром стал Питер Берг. Второй сезон вышел 17 июля 2016 года. Дата выхода 3 сезона 23 июля 2017.
23 августа 2019 года канал HBO объявил о том что текущий пятый сезон сериала стартует 25 августа 2019 года, он станет финальным для сериала.

## Сюжет
В центре сюжета история Спенсера Страсмора. В прошлом успешный профессиональный футболист Спенсер, после ухода из большого спорта, устраивается на работу финансового консультанта в компании мистера Андерсона, сотрудничающей со спортсменами. Он консультирует игроков и представителей клубов по части заключения наилучших условий контракта. В семейной жизни Спенсер не устроен и его связывают романтические отношения с несколькими женщинами и ему необходимо разобраться в своей личной жизни.

## В ролях

### Основной состав
- Дуэйн Джонсон — Спенсер Страсмор[2]
- Джон Дэвид Вашингтон — Рикки Джеррет[2]
- Энди Гарсиа — Андре Аллен
- Омар Миллер — Чарльз Грин[2]
- Донован В. Картер — Вернон[2]
- Трой Гэрити — Джейсон[2]
- Лондон Браун — Реджи
- Джазмин Саймон — Джули Грин[2]
- Роб Кордри — Джо[2]

### Приглашённые актёры
- Дьюли Хилл — Ларри
- Джей Глейзер
- Анабель Акоста — Анабелла
- Тейлор Коул — Майклс[2]
- Летоя Лакетт — Тина[2]
- Элла Томас — Кара[2]
- Ариэль Кеббел — Трейси Легетт
- Антуан Харрис — Алонзо Кули
- Санай Л. Джонсон — Бей
- Ричард Шифф — мистер Андерсон
- Кармело «Кью» Куэндо — игрок NFL

## Обзор сезонов
| Сезон | Сезон | Эпизоды | Дата показа     | Дата показа      |
| Сезон | Сезон | Эпизоды | Премьера сезона | Финал сезона     |
| ----- | ----- | ------- | --------------- | ---------------- |
|       | 1     | 10      | 21 июня 2015    | 23 августа 2015  |
|       | 2     | 10      | 17 июля 2016    | 25 сентября 2016 |
|       | 3     | 10      | 23 июля 2017    | 24 сентября 2017 |
|       | 4     | 9       | 12 августа 2018 | 7 октября 2018   |
|       | 5     | 8       | 25 августа 2019 | 13 октября 2019  |

## Эпизоды
| #  | Название                   | Режиссёр            | Сценарий                      | Дата премьеры   | Зрители США (миллионы) |
| -- | -------------------------- | ------------------- | ----------------------------- | --------------- | ---------------------- |
| 1  | «Pilot» «Пилот»            | Питер Берг          | Стивен Левинсон               | июнь 21, 2015   | 2.16                   |
| 2  | «Raise Up»                 | Джулиан Фарино      | Эван Райлли                   | июнь 28, 2015   | 1.85                   |
| 3  | «Move the Chains»          | Джулиан Фарино      | Эван Райлли                   | июль 5, 2015    | 1.70                   |
| 4  | «Heads Will Roll»          | Джулиан Фарино      | Роб Уайсс                     | июль 12, 2015   | н/д                    |
| 5  | «Machete Charge»           | Сит Манн            | Стив Шарлет                   | июль 19, 2015   | н/д                    |
| 6  | «Everything Is Everything» | Джон Фортенберри    | Эван Райлли                   | июль 26, 2015   | н/д                    |
| 7  | «Ends»                     | Саймон Келлан Джонс | Роб Уайсс                     | август 2, 2015  | н/д                    |
| 8  | «Gaslighting»              | Саймон Келлан Джонс | Эван Райлли                   | август 9, 2015  | н/д                    |
| 9  | «Head-On»                  | Джулиан Фарино      | Стив Шарлет                   | август 16, 2015 | н/д                    |
| 10 | «Flamingos»                | Джулиан Фарино      | Стивен Левинсон и Эван Райлли | август 23, 2015 | н/д                    |

## Критика
На сайте Rotten Tomatoes первый сезон получил рейтинг одобрения 81 % на основе 47 рецензий со средней оценкой 6,43/10. По мнению критиков сайта, «Сериал, может быть, и не изменит ход игры, но он набирает очки благодаря Дуэйну „Скале“ Джонсону, который привносит шарм и глубину в НФЛ-версию „Красавцев“». На Metacritic сезон получил 65 баллов из 100, по мнению 35 критиков, что означает «в целом благоприятные отзывы».
На Rotten Tomatoes сезон 2 имеет рейтинг 70 % на основе 10 рецензий, со средней оценкой 6,65/10. На Metacritic сезон получил 63 балла из 100 на основе 4 критиков, что означает «в целом благоприятные отзывы».
На Rotten Tomatoes третий сезон имеет рейтинг 60 %, основанный на 5 рецензиях, со средней оценкой 5/10.